# Torrents.net.ua
Torrents.net.ua —  у минулому один із популярних BitTorrent-трекерів в УАнеті. Сайт проіснував з 8 серпня 2005 року по 17 листопада 2016 року. Трекер спеціалізувався на поширенні україномовного контенту, але на відміну від їхнього найбільшого конкурента в УАнеті BitTorrent-трекера Hurtom, де переважна більшість контенту доступна українською, на сайті також було багато контенту російською.

## Історія сайту
Сайт було створено на рушії TorrentPier у 2005 році. Torrents.net.ua - це веб-сайт, який надає каталог торрент-файлів і magnet-посилань, які використовуються для peer-to-peer обміну файлами через протокол BitTorrent.  Станом на травень 2016-го користувачам ресурсу було доступно понад 350 терабайт контенту.
Трекер позиціонував себе як національний BitTorrent-трекер тому на ньому був присутній значний відсоток україномовного контенту. Велася обмежена робота з любительського озвучування та субтитрування художніх фільмів українською мовою.
До вересня 2008 року трекер був закритим для користувачів поза зоною UA-IX, тому кількість користувачів на той момент не перевищувала 100 тисяч в день. Пік відвідуваності сайту прийшовся на березень 2010 року коли сайт відвідали 583 тис. відвідувачів на день. Відтоді відвідуваність сайту падала й невдовзі до закриття у серпні 2016 за даними SimilarWeb, сайт мав 340 тис. місячних неунікальних відвідувачів.
У червні 2014 року російський державний орган Роскомнагляд вніс Torrents.net.ua у список заборонених сайтів і відповідно з цього часу доступ до ресурсу неможливий з території Росії.
З юридичної точки зору статус ресурсу такий, що формально він не порушував українське законодавство щодо авторського права, оскільки діяв на волонтерських засадах, не мав комерційної мети, а весь контент поширювався безкоштовно виключно з ознайомчою метою. У випадках отримання скарг відповідно до DMCA адміністрація оперативно видаляла відповідні матеріали.
У 2015 році Міжнародний альянс інтелектуальної власності (IIPA), одна з провідних організацій правовласників у США, оприлюднив свої рекомендації до так званого «Списку 301», який містить дані про порушення авторських прав у різних країнах. У звіті традиційно є окремий розділ, присвячений Україні та ситуації з інтернет-піратством. Проте сайт torrents.net.ua серед найбільш піратських українських ресурсів, за версією IIPA, не згадувався.
17 листопада 2016 року стало відомо, що опісля закриття Ex.ua та Fs.to, призупиняє роботу також й торент-трекер Torrents.net.ua:
| | \| Офіційне звернення Torrents.Net.UA На жаль, сайт не працює і якийсь час так і буде. Дуже неприємна ситуація для всіх нас, але ми сподіваємося на краще і передумови до цього є.. З вірою в краще, команда Torrents.Net.UA \| \| — Інформація на головній сторінці сайту Torrents.net.ua \| |
| Офіційне звернення Torrents.Net.UA На жаль, сайт не працює і якийсь час так і буде. Дуже неприємна ситуація для всіх нас, але ми сподіваємося на краще і передумови до цього є.. З вірою в краще, команда Torrents.Net.UA | |
| — Інформація на головній сторінці сайту Torrents.net.ua | |